# Joan Daniel Ferrer
Joan Daniel Ferrer (Barcelona, 20 de febrero de 1907 - Río de Janeiro, 28 de octubre de 2008), también conocido como Juan Daniel, fue un actor y cantante hispanobrasileño. 

## Biografía
Nació el 20 de febrero de 1907 en Barcelona (España). Su familia se trasladó a Argentina cinco años después de su nacimiento y allí inició su carrera participando en revistas. Como parte de una compañía teatral, llegó a Brasil en 1929 y seis años después contrajo matrimonio con la también actriz María Irma López. Ambos serían padres de João Carlos, cineasta conocido artísticamente como Daniel Filho, y de Cláudia. Además de su trabajo como actor en el teatro, se desempeñó como locutor en varias radios brasileñas y durante la década de 1970 participó de forma frecuente en varias series y telenovelas. Murió el 20 de febrero de 2008, a los 101 años, debido a una insuficiencia renal.

## Filmografía
Cine:
- A Cama Ao Alcance de Todos (1969)
- O Casal (1975)
- O Mistério de Robin Hood (1990)

Televisión:
- Assim na Terra Como no Céu (n.º de episodios desconocido, 1970) - Juanito
- A Próxima Atração (n.º de episodios desconocido, 1970)
- Minha Doce Namorada (n.º de episodios desconocido, 1971)
- Selva de Pedra (n.º de episodios desconocido, 1972)
- O Bofe (n.º de episodios desconocido, 1972) - Palhaço
- O Bem-Amado (1 episodio, 1973) - Pepito
- Corrida do Ouro (1 episodio, 1974) - Jofre
- Pecado Capital (n.º de episodios desconocido, 1975)
- O Casarão (1 episodio, 1976) - Ramon
- O Astro (1 episodio, 1977) - Dondinho
- Pecado Rasgado (n.º de episodios desconocido, 1978) - Miguel
- Plantão de Polícia (n.º de episodios desconocido, 1979) - Garcia
- Feijão Maravilha (n.º de episodios desconocido, 1979)
- O Bem-Amado (n.º de episodios desconocido, 1980) - Pepito
- A Gata Comeu (n.º de episodios desconocido, 1985) - Padre Aurélio
- Anos Dourados (miniserie, 1986) - Padre Rodrigues